# Bob Martinez
Pour les articles homonymes, voir Martinez.
Robert « Bob » Martinez, né le 25 décembre 1934 à Tampa, est un homme politique américain membre du Parti républicain. Il a été gouverneur de Floride entre 1987 et 1991 et fut le premier homme d'origine hispanique à accéder à ce poste. Il avait été auparavant maire de sa ville natale entre 1979 et 1986.